# Llengües otomacoanes
Les llengües otomac-taparites o llengües otomacoanes formen una família lingüística ameríndia extingida de Veneçuela, formada per les llengües otomaco i taparita i parlada pels otomacos.
A més de l'otomaco i el taparita, Loukotka (1968) també enumera el maiba (amaygua), una llengua extingida no evidenciada que es parlava a l'estat Apure, entre el riu Cunaviche i el riu Capanaparo.

## Vocabulari
Loukotka (1968) va llistar els següents ítems bàsics de vocabulari per otomac i taparita.
| glossa | Otomac | Taparita |
| ------ | ------ | -------- |
| un     | engá   | enda     |
| dos    | dé     | deñiaro  |
| tres   | yakia  | deni     |
| cap    | dapad  | dupea    |
| ull    | inbad  | indó     |
| dent   | miʔi   | mina     |
| home   | andua  | mayná    |
| aigua  | ya     | ia       |
| foc    | núa    | muita    |
| sol    | nua    | mingua   |
| dacsa  | onona  |          |
| jaguar | maéma  |          |
| casa   | augua  | ñaña     |
Hi ha vocabulari addicional per otomaco i taparita documentat a Rosenblat (1936).